# Chapter 7: The Reckoning
"Chapter 7: The Reckoning" (Capítulo 7: El ajuste de cuentas) es el séptimo episodio de la primera temporada de la serie de televisión estadounidense en streaming The Mandalorian. Fue escrito por el showrunner de la serie, Jon Favreau, dirigido por Deborah Chow, y lanzado en Disney+ el 18 de diciembre de 2019 en Estados Unidos. El episodio está protagonizado por Pedro Pascal como The Mandalorian, un cazarrecompensas solitario que huye con un objetivo conocido como "El Niño". El episodio ganó un premio Primetime Emmy a la cinematografía.
El episodio se lanzó temprano el 18 de diciembre, por lo que podría incluir un adelanto de Star Wars: The Rise of Skywalker, que se lanzó el 20 de diciembre.

## Premisa
El Mandaloriano recibe un mensaje de Greef Karga. Le comenta que Nevarro ha sido invadida por tropas imperiales dirigidas por el Cliente, que está desesperado por recuperar a "El Niño", además que ha instaurado un gobierno dictatorial que ha dificultado el trabajo del sindicato. Karga propone que el Mandaloriano use al Niño como cebo para matar al Cliente y liberar la ciudad a cambio de permitir que el Mandaloriano y el Niño vivan en paz; pero Karga planea en secreto matar al Mandaloriano y llevar al Niño al Cliente. Al sentir esta trampa, el Mandaloriano recluta a Cara Dune y Kuiil para que lo ayuden. A pesar de la aprensión del Mandaloriano, Kuiil también trae un IG-11 reconstruido, reprogramado para actuar como un droide nodriza en lugar de un cazarrecompensas. Al llegar a Nevarro se encuentran con Karga y sus asociados, pero en el camino a la ciudad son atacados por grandes reptiles voladores. Karga queda herido pero el Niño usa la Fuerza para curar su herida; a cambio, Karga dispara a sus asociados, incapaz de seguir adelante con su trampa.
El grupo formula un nuevo plan: Karga fingirá que Dune capturó al Mandaloriano, y los tres ingresarán a la ciudad para encontrarse con el Cliente mientras Kuiil devuelve al Niño a la nave, donde IG-11 está esperando. Durante la reunión, el Cliente recibe una llamada de Moff Gideon, cuyos soldados de asalto y soldados de la muerte rodean el edificio y abren fuego, matando al Cliente. Gideón llega y se jacta de que el Niño pronto estará en su poder. En el desierto a las afueras de la ciudad, dos soldados rastrean y capturan al Niño, y dejan a Kuiil muerto en el suelo.

## Producción

### Desarrollo
El episodio fue dirigido por Deborah Chow y escrito por Jon Favreau.

### Casting
Nick Nolte fue elegido como la voz de Kuiil en noviembre de 2018. Giancarlo Esposito, Carl Weathers y Werner Herzog se unieron al elenco principal en diciembre de 2018 como Moff Gideon, Greef Karga y El Cliente, respectivamente. Gina Carano y Taika Waititi también coprotagonizan como Cara Dune y la voz de IG-11. Los actores invitados adicionales del elenco de este episodio incluyen a Adam Pally como un soldado explorador en bicicleta y Dave Reaves como un luchador Zabrak. Brendan Wayne y Lateef Crowder aparecen en los créditos como dobles de acción del Mandaloriano.
Misty Rosas, Rio Hackford y Chris Bartlett están acreditados como artistas de performance para Kuiil, IG-11 y el droide RA-7, respectivamente. Gene Freeman y John Dixon aparecen en los créditos como dobles de acción de Greef Karga y El Cliente. “El Niño” fue interpretada por varios titiriteros. El episodio presenta a varios soldados de asalto en una sola escena. Cuando el equipo de producción se dio cuenta de que no tenían suficientes trajes para los soldados, se pusieron en contacto con la Legión 501, un grupo de fans dedicado al cosplay de soldados de asalto, oficiales imperiales y otros villanos de Star Wars, para ocupar los roles adicionales.

### Música
Ludwig Göransson compuso la partitura musical del episodio. El álbum de la banda sonora del episodio se lanzó el 18 de diciembre de 2019.

## Recepción
"The Reckoning" recibió elogios de la crítica. En Rotten Tomatoes, el episodio tiene un índice de aprobación del 100% con una calificación promedio de 8.4/10, según 29 reseñas. El consenso de los críticos del sitio web dice: "Los hilos dispares de la trama de The Mandalorian se fusionan de manera emocionante durante "The Reckoning", con rostros familiares que regresan y las apuestas emocionales se aceleran".
En una crítica positiva, Tyler Hersko, de IndieWire, sintió que el episodio era "una excelente porción de ciencia ficción occidentalizada y un soplo de aire fresco muy necesario que dejará a los espectadores ansiosos por descubrir qué sucederá la próxima semana en el final de temporada". Alan Sepinwall de Rolling Stone sintió que "el episodio es tan emocionante y entretenido porque la temporada se desarrolló de manera tan simple y cuidadosa".
El episodio ganó el premio Primetime Emmy a la mejor fotografía para una serie de una sola cámara (media hora).